# Стефан Великотърновски
Стефан е висш български православен духовник, великотърновски митрополит на Българската православна църква от 1962 до 1992 година.

## Биография
Роден е със светското име Стайко Петров Стайков на 13 октомври (26 октомври нов стил) 1907 г. във варненското село Кара Хюсеин, България, като седмо дете в бедно семейство. Баща му е земеделец и абаджия, но също така пее и в църквата „Света Троица“. Начално образование Стайко получава в Кара Хюсеин (сега Чернево), а прогимназиално – в Козлуджа (дн. Суворово). През есента на 1921 година постъпва в Пловдивската духовна семинария, която завършва през 1927 г. През септември 1927 г. става певец в църквата „Свети Архангел Михаил“ във Варна.
През есента на 1928 г. постъпва в Богословския факултет на Софийския университет „Свети Климент Охридски“, който завършва в 1932 г. От 1932 до 1938 г. е писар и проповедник във Варненско-Преславската митрополия и пее във варненския хор „Морски звуци“ с диригент свещеник Христо Михайлов, брат на доц. Апостол Михайлов.
На 4 януари 1935 г. във варненската катедрала „Успение Богородично“ митрополит Симеон Варненски и Преславски го замонашва под името Стефан, а на 5 януари в същия храм го ръкополага и в йеродяконски чин. В края на 1935 г. йеродякон Стефан организира и ръководи църковно-певчески курс при манастира „Св. св. Кирил и Методий“ в Преслав. След ходатайство на професор Петър Ников, племенник на владиката Симеон, е изпратен от ноември 1937 до септември 1938 година на богословска и езикова специализация във Фрайбург, Германия.
След завръщането си, на 19 декември 1938 г. във варненския храм „Свети Николай“ е ръкоположен за йеромонах от митрополит Йосиф Варненски и Преславски и до началото на 1939 г. е финансов ревизор при митрополията. В учебната 1939/1940 година йеромонах Стефан е учител-възпитател в Пловдивската духовна семинария, а през септември 1940 г. отново заминава за Германия, за да следва в Юридическия факултет на Бреслауския университет (т. е. гр. Вроцлав, днес в Полша). През 1944 г. защитава докторат по право „Църквата и държавата в България“, публикувана в България в 2011 г.
На 2 август 1944 година е назначен за епархийски проповедник в Пловдивската епархия, а на 7 януари 1946 година по решение на Светия синод е получава офикията архимандрит от митрополит Кирил Пловдивски. От 16 юни 1947 година до април 1950 година архимандрит Стефан е протосингел на Пловдивската митрополия.
По предложение на митрополит Кирил Пловдивски на 2 април 1950 г. в катедралата „Свети Александър Невски“ в София архимандрит Стефан е ръкоположен за главиницки епископ и е назначен за викарий на пловдивския митрополит. В 1953 – 1962 г. епископ Стефан Главиницки на практика управлява епархията, тъй като митрополит Кирил е вече и патриарх и пребивава в София.
На 21 януари 1962 г. епископ Стефан Главиницки е избран, а на 28 януари 1962 г. е и канонически утвърден за търновски митрополит. Като митрополит в Търново се опитва да запази имотите на Църквата от посегателствата на комунистическите власти. С усилията му, независимо от съпротивата на властите, са ремонтирани храмове на епархията, а в някои манастири се строят нови сгради.
Награден е с ордена на Българската православна църква „Св. св. Кирил и Методий“ I степен, както и с този на Руската православна църква „Свети Владимир“ II степен. Патриарх Николай VI Александрийски му връчва грамота и честния „Кръст на св. апостол и евангелист Марк“ I степен.
От 27 януари 1992 г., поради напредналата си възраст и влошено здраве, митрополит Стефан е освободен от административни задължения и живее в покой в митрополитския си дом.
През 1992 г. митрополит Стефан Великотърновски е сред инициаторите за разкола в Българската православна църква. На 18 май 1992 г. заедно с митрополитите Панкратий Старозагорски, Калиник Врачански, Пимен Неврокопски и Софроний Доростолски и Червенски подписва заявление, с което се поддържа решението на Дирекцията за вероизповеданията за нелегитимност на избора на патриарх Максим Български през 1971 г. Митрополитите заявяват, че смятат избора на Максим за нелегитимен и започват процедура по избора на нов патриарх. За временен наместник-председател на Светия Синод избират Пимен. Така на 18 май фактически се създава така нареченият Алтернативен синод, в който влизат пет от тринадесетте митрополити на Църквата. Към разколниците се присъединяват и пет викарни епископи. Съответно на 22 юли 1992 г. Светият синод за разколничество и извършване на незаконно ръкополагане, заедно с другите разколнически архиереи, го лишава от сан.
В март и май 1995 г. разколникът Стефан Великотърновски се разкайва и написва две покайни писма до патриарх Максим Български и Синода, с които желае да бъде опростен и е приет отново в лоното на Църквата като бивш великотърновски митрополит.
Умира на 10 ноември 1995 г. във Велико Търново. Опелото му е извършено на 12 ноември от патриарх Максим Български и членовете на Синода в катедралата „Рождество Богородично“. Погребан е в притвора на храма „Свети Николай“ в Арбанаси.